# 손웅정
손웅정(孫雄政, 1962년 6월 16일~)은 대한민국의 축구 선수, 축구감독이다.
1962년 6월 16일 충청남도에서 태어났다. 1985년 상무 소속으로 K리그에 데뷔했다.
상무에서 군 복무를 마치고 1987년 현대 호랑이에 입단했다. 1987년 7월 25일 유공 코끼리와의 경기에서 K리그 데뷔골을 기록했다.
1989년 일화 천마로 이적했다. 1989년 4월 1일 럭키금성 황소와의 경기에서 경기 시작 직후 득점을 기록하며 일화 이적 후 첫 득점을 기록했다.
아킬레스건 부상으로 1990 시즌 후 선수 생활을 마감했다. 은퇴 후에는 외국의 프로 리그 경기를 보면서 축구관을 연구해 왔고, 주로 유소년 국대를 양상하고 있다.
강원특별자치도 춘천시 공지천에 있는 춘천 유소년 FC 감독을 맡아 유소년 선수들을 지도해 왔으며, 분데스리가와 프리미어리그 회장의 지원을 받아 아시아축구아카데미로 확장된 팀의 총감독을 맡았다.

## 학력
- 소양중학교 졸업
- 춘천고등학교 졸업
- 명지대학교 체육학 학사

## 경력
- 손웅정아카데미 감독

## 가족
- 아내: 길은자
  - 첫째 아들: 손흥윤
    - 첫째며느리

  - 둘째 아들: 손흥민